# Lena Söderblom
Magda-Lena Elisabet Söderblom, under en tid Tjernberg, född 24 oktober 1935 i Katarina församling i Stockholm, är en svensk skådespelare och regissör.

## Biografi

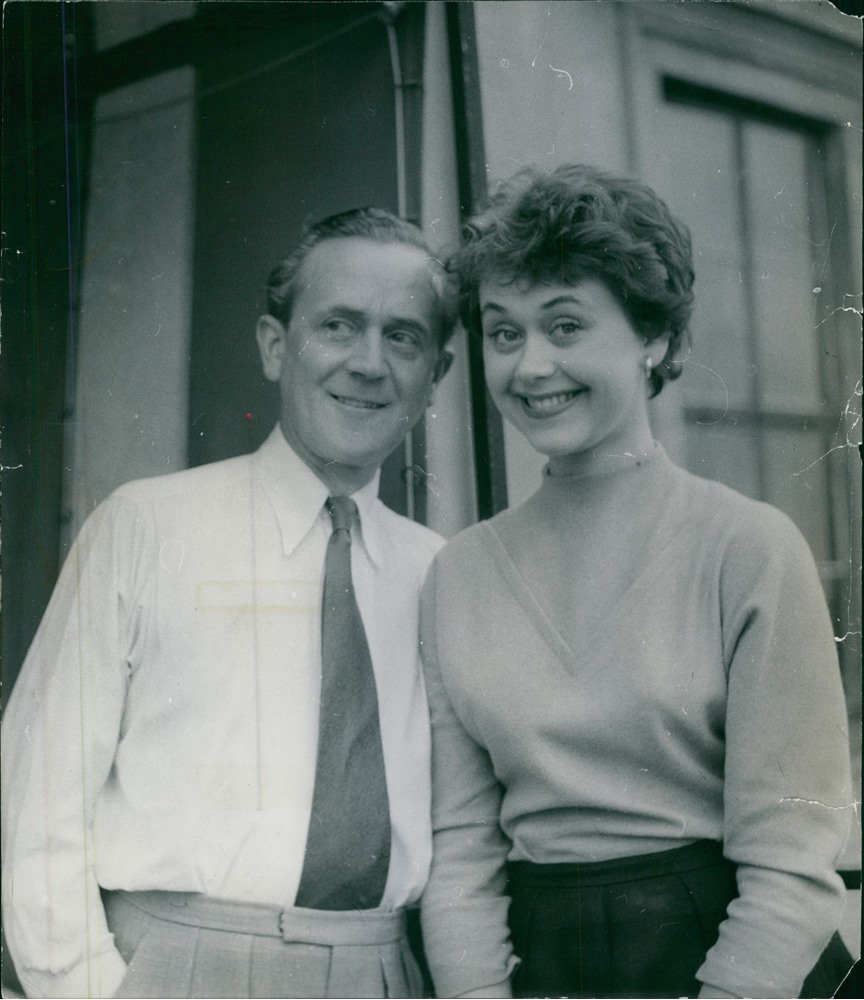
Lena Söderblom med sin far Åke Söderblom 1955.

Lena Söderblom är dotter till skådespelarna Åke Söderblom och Ann-Mari Söderblom, född Lindahl, senare omgift Ström. Även morföräldrarna Albin Lindahl och Anna-Lisa Hellström var skådespelare.  En halvbror på moderns sida är Ted Ström.

### Tidiga år och debut
Lena Söderblom kom vid föräldrarnas skilsmässa när hon bara var ett år fyllda till morföräldrarna i Göteborg och växte upp hos dem. Söderbloms mamma Ann-Mari Ström arbetade på Göteborgs stadsteater som scenograf och skådespelare och var samtidigt verksam som lärare vid Göteborgs enda privata teaterskola: Pickwickklubben.
Men Lena Söderblom gick inte mammas skola utan började 1953 istället spela teater vid Atelierteatern i Göteborg där hon debuterade i Machiavellis komedi Kärleksdrycken (Mandragola). Hon utbildade sig därefter vid Göteborgs Stadsteaters elevskola (1954–1956), tillsammans med Nadja Witzansky, Kerstin Tidelius, Lars Engström, Arne Eriksson, Bo Swedberg och Per Jonsson.. Under elevtiden medverkade hon i några av stadsteaterns föreställningar bland annat i Åke Falcks uppsättning av Tennessee Williams drama Katt på hett plåttak.

### Genombrott på scen, revy och film
Våren 1956 debuterade Söderblom som revyskådespelare hos Stig Lommer på ABC-teatret i Köpenhamn, en uppsättning som även gästspelade på Idéonteatern i Stockholm. När revyn kom till Stockholm fick hon ett kritikerhyllat nummer, där hon kreerade en figur som intill förväxling liknade Giuletta Masinas Gelsomina i Fellinifilmen La strada. Hon återvände till Idéon tre år senare med ett inhopp i revyn Två träd eller Karl Gerhards Vaduvill, med Gerhard själv i ensemblen.  
Åren 1957–1960 var hon anställd vid Folkteatern i Göteborg där hennes första roll var som Sophie i danske Johann Ludvig Heibergs komedi Nej. Den rollen gjorde hon även i debuten på TV-teatern 1961. 
På Folkteatern medverkade hon också i Geyers lustspel Levande ljus med Max Hansen och gjorde stor lycka som Dorine i Molières Tartuffe med den norske storstjärnan Claes Gill.
Söderbloms karriär som film- och TV-skådespelare inleddes i mitten av 1950-talet med Alf Kjellins Flickan i regnet men hon gjorde också en Tjänsteflicka i Ingmar Bergmans Sommarnattens leende.  
1958 kom det stora publika genombrottet med huvudrollen som balettdansösen Maj i Göran Genteles film Fröken April med Gunnar Björnstrand, Jarl Kulle och Gaby Stenberg. Året därpå hade hon en stor roll i Genteles film Sängkammartjuven och har därefter medverkat i dryga fyrtiotalet produktioner.

### Frilansår i Stockholm
1960 flyttade hon till Stockholm och var under några år verksam som frilansskådespelare och medverkade i Marcel Archards komedi Tokan på Lilla teatern (1961) med Agneta Prytz och Gunnar Björnstrand som följdes av den läspande Klärchen i Benatzkys operett Vita Hästen på Oscarsteatern. Samma år arbetade hon och Gösta Ekman för första gången ihop, när hon spelade en av kungens döttrar och han gjorde titelrollen i Swinarskis pjäs Akilles och jungfruarna på Stockholms stadsteater. 
Söderblom var med i Karl Gerhards sista uppsättning Mitt bedårande jag som gavs på Vasateatern 1964 och därefter i Sandro Key-Åbergs O: 24 scenprator på Lilla teatern.
1962 medverkade hon med Eartha Kitt, Jan Malmsjö och Lill Lindfors i Åke Falcks TV-program Kaskad, som samma år vann Guldrosen vid festival i Montreux.

### Stockholms stadsteater med mera
1966 engagerades Söderblom av Frank Sundström till Stockholms stadsteater där hon sedan var verksam till 2008. Teaterchefen ville att det skulle bli roligare på stadsteatern så hon spelade med Nils Poppe och Bengt Virdestam i John Antrobus satir Sprutt. Bland minnesvärda roller kan nämnas Tonka i Ernst Günthers uppsättning av Martin Sperrs Jaktscener, Celia i Ben Jonsons elisabetanska komedi Volpone och Masja i Otomar Krejcas uppsättning av Tjechovs Måsen (1969). Krejca hade inte hittat den Masja han ville ha när han fick syn på Söderblom som utan att göra något prov fick rollen. Föreställningen blev en stor kritiker- och publikframgång och gästspelade på teaterbiennalen i Venedig och på Krejcas egen teater Divadlo za branou (Teatern bakom porten) i Prag.
1976 spelade hon Wendla Bergman i Frank Wedekinds Längtan och den följdes året efter av Elise i Den girige av Molière i regi av den franske gästregissören Yves Bureau.
Söderblom började 1971 sitt samarbete med Suzanne Osten i föreställningen Tjejsnack (av Osten och Margareta Garpe) som spelades som uppsökande verksamhet i stadsteaterns regi. Den följdes av pjäser som Bellman, blomman, baby och bruden, Kärleksföreställningen och Föräldrarna som gavs på Klarateatern. Det kan betraktas som starten på det som blev det fristående Unga Klara.
Tillsammans med Britt Edwall skrev Söderblom 1974 pjäsen Siden, sammet, trasa, lump som regisserades av Gösta Ekman. Samarbetet med Ekman nådde en av sina höjdpunkter med barnserien Mumlan som sändes på TV 1973. Med Ekman medverkade hon även i radiounderhållningen Kabaré Öppen Kanal och de gjorde 1978 i Sveriges magasin nio korta avsnitt om det omaka paret Karin och Gunnar i Herr och fru Papphammar. 
Hon gjorde under 1970-talet enstaka roller vid TV-teatern som i kortfilmen Elsa får piano (1973) efter Fritiof Nilsson Piratens novell med Hans Alfredson i en av rollerna och i Tjechovs enaktare Ett frieri (1974) med Keve Hjelm och Ingvar Hirdwall.
Söderblom debuterade 1977 som regissör med 70-kortsrevyn med texter av Bodil Malmsten, Carl Zetterström och Kjell Alinge.

### Regissör Söderblom
Åren 1980–1983 var hon tjänstledig från stadsteatern för ett engagemang vid den återupptagna TV-teaterensemblen. Där gjorde bland annat Ingrid i Christian Lunds TV-film Vårt dagliga bröd, Bertha i Strindbergs Kamraterna och Doris i Håkan Ersgårds kriminalserie Spanarna.
Efter sejouren på TV-teatern återkom hon till Stockholms stadsteater för rollen som Beatrice-Joanna i Middleton/Rowleys elisbethanska skådespel De förbytta (The Changeling) men var i huvudsak verksam som regissör. En figur som hon spelade med förtjusning, även på scen, var Slösa från Birgitta Lilliehööks tecknade serie om de båda flickorna Spara och Slösa. Första gången med Bibi Andersson på en amnestysoaré på Göta Lejon 1981. Söderbloms sista sceniska roll var just som Slösa i Spara och Slösa på Soppteatern 1993.
Bland hennes regiuppdrag kan framhållas Ensamma hjärtan av Beth Henley (1989), Leka med elden av August Strindberg (1995) och Carin Mannheimers Rika barn leka bäst (1996) om fem bankanställda kvinnor som blir uppsagda, men då öppnar en bordell. 
Vid sidan av Stockholms stadsteater har Söderblom bland annat regisserat Var du tog du elden? med Bibi Andersson, Margaretha Byström och Iréne Lindh som gavs på Strindbergsfestivalen 1996 och TiraMisu med Mi Ridell 2007.  
Hon regisserade också kortfilmen Annalisa och Sven (2007) med Annalisa Ericson och Sven Lindberg.
Skådespelare Söderblom kan man dock fortfarande få se på film och i teveserier som Skärgårdsdoktorn, Torsk på Tallinn och i En fot i graven där hon återförenades med Gösta Ekman
I januari 2018 var Söderblom en av prisutdelarna av guldbaggen för årets film på Guldbaggegalan tillsammans med Anita Wall och Inga Landgré.

### Privatliv
Åren 1957 till 1973 var hon gift med skådespelaren Ove Tjernberg (1928–2001) och fick sonen Per Tjernberg. År 1978 gifte hon sig med konstnären Leif Zetterling (1940–2023).

## Filmografi (ej komplett)

### Roller
- 1955 – Sommarnattens leende
- 1955 – Flickan i regnet
- 1956 – Sista paret ut
- 1958 – Fröken April
- 1959 – Sängkammartjuven
- 1960 – I Arlanda by
- 1961 – Lita på mej, älskling!
- 1961 – Nej
- 1962 – Den lilla ängeln
- 1964 – Drömpojken
- 1965 – Niklasons (TV-serie)
- 1965 – Calle P
- 1965 – Herr Dardanell och hans upptåg på landet
- 1967 – Jubileumskalaset
- 1970 – Frida och hennes vän (TV-serie)
- 1972 – Barnen i höjden (TV-serie)
- 1973 – Mumlan (TV-serie)
- 1973 – Elsa får piano
- 1978 – Herr och fru Papphammar (TV-serie)
- 1981 – Vårt dagliga bröd (TV-teater)
- 1981 – Skapelsens krona (TV-teater)
- 1981 – Linje lusta (TV-serie)
- 1982 – Oldsmobile
- 1982 – Jönssonligan & Dynamit-Harry
- 1982 – Kamraterna
- 1982 – Marknadsafton
- 1982 – Time Out (TV-serie)
- 1983 – Spanarna
- 1983 – Herr Sleeman kommer
- 1983 – Mäster Olof (TV-serie)
- 1986 – Glasmästarna
- 1988 – Stoft och skugga (TV-serie)
- 1989 – T. Sventon praktiserande privatdetektiv (TV-serie)
- 1989 – Det var då... (TV-serie)
- 1993 – Sista dansen
- 1994 – Den vite riddaren (TV-serie)
- 1996 – Nu är pappa trött igen
- 1998 – Skärgårdsdoktorn (TV-serie)
- 1999 – Torsk på Tallinn
- 1999 – Offer och gärningsmän (TV-serie)
- 2000 – En fot i graven (TV-serie)
- 2006 – Kronprinsessan (TV-serie)
- 2006 – Bilar (röst)
- 2009 – Livet i Fagervik (TV-serie)
- 2011 – Bilar 2 (röst)
- 2016 – Finaste familjen (TV-serie)
- 2017 – Bilar 3 (röst)
- 2018 – Stjärnorna på slottet (TV-serie)

### Regi
- 2004 – Annalisa och Sven (kortfilm)

## Teater (ej komplett)

### Roller
| År   | Roll                    | Produktion                                                                          | Regi                 | Teater                                                 |
| ---- | ----------------------- | ----------------------------------------------------------------------------------- | -------------------- | ------------------------------------------------------ |
| 1953 | Ett fruntimmer          | Kärleksdrycken (Mandragola) Niccolò Machiavelli                                     | Lars Barringer       | Atelierteatern                                         |
| 1953 | Bella                   | Tiger-Harry Tore Zetterholm                                                         | Bo Swedberg          | Atelierteatern                                         |
| 1954 | Muriel                  | Sex i elden (Out of the Frying Pan) Francis Swann                                   | Knut Lindblad        | Atelierteatern                                         |
| 1954 | Annette                 | Fruns salig mor (Feu la mère de Madame) Georges Feydeau                             | Knut Lindblad        | Atelierteatern                                         |
| 1955 | Medverkande             | Club 13:s nojsfält, revy Gösta Severin                                              | Göte Arnbring        | Nya Teatern                                            |
| 1955 | Sookey Daisy            | Katt på hett plåttak (Cat on a Hot Tin Roof) Tennessee Williams                     | Åke Falck            | Göteborgs stadsteater                                  |
| 1956 | Medverkande             | Stig Lommers sommarrevy 1956 Stig Lommer                                            | Stig Lommer          | Idéonteatern                                           |
| 1956 | Jane Broadbent          | Vad vet mamma om kärlek? (The Reluctante Debutante) William Douglas-Home            | Per Gerhard          | Vasan                                                  |
| 1957 | Maria                   | Levande ljus (Beim Kerzenlicht) Siegfried Geyer                                     | Mats Johansson       | Folkteatern, Göteborg                                  |
| 1958 | Nelly                   | Hjälten på den gröna ön (The Playboy of the Western World) John Millington Synge    | Mats Johansson       | Folkteatern, Göteborg                                  |
| 1958 | Sally Middleton         | Turturduvans röst (The Voice of the Turtle) John van Druten                         | Lars Gerhard Norberg | Folkteatern, Göteborg                                  |
| 1959 |                         | Romans på slottet Staffan Tjerneld och Kai Normann Andersen                         | Jackie Söderman      | Folkteatern, Göteborg                                  |
| 1959 | Medverkande             | Två träd eller Karl Gerhards vaduvill Karl Gerhard, Hans Alfredson, Tage Danielsson | Hasse Ekman          | Idéonteatern                                           |
| 1961 | Antoinette Sevigné      | Tokan (L'Idiote) Marcel Achard                                                      | Tom Dan-Bergman      | Lilla Teatern                                          |
| 1961 | Klärchen                | Vita hästen (Im weißen Rößl) Hans Müller och Ralph Benatzky                         | Egon Larsson         | Oscarsteatern                                          |
| 1963 | Pia                     | Älskarinneleken Lennart Arno                                                        | Göran Graffman       | Stockholms stadsteater                                 |
| 1964 | Margot                  | Dit peppar'n växer (High Street China) Richard Kane                                 | Håkan Ersgård        | Alléteatern                                            |
| 1964 | Alice Montego           | Mitt bedårande jag (Photo-Finish) Peter Ustinov                                     | Gerda Wrede          | Vasateatern                                            |
| 1964 | Marie Therèse           | Match Michel Fermaud                                                                | Tom Dan-Bergman      | Lilla Teatern                                          |
| 1965 | Medverkande             | O Sandro Key-Åberg                                                                  | Claes von Rettig     | Stockholms stadsteater på Lilla Teatern                |
| 1966 | Frun                    | Sprutt (You'll Come to Love Your Sperm Test) John Antrobus                          | Göran Graffman       | Stockholms stadsteater                                 |
| 1968 | Tonka                   | Jaktscener (Jagdszenen aus Niederbayern) Martin Sperr                               | Ernst Günther        | Stockholms stadsteater                                 |
| 1968 | Celia                   | Volpone Ben Jonson                                                                  | Göran O. Eriksson    | Stockholms stadsteater                                 |
| 1969 | Masja                   | Måsen (Чайка, Tjajka) Anton Tjechov                                                 | Otomar Krejca        | Stockholms stadsteater                                 |
| 1970 | Medverkade              | Buss på stan Jan Bergquist / Hans Bendrik                                           | Jan Bergquist        | Stockholms stadsteater                                 |
| 1975 | Charlotta Ivanova Varja | Körsbärsträdgården (Вишнёвый сад, Visjnjovyj sad) Anton Tjechov                     | Jan Håkanson         | Stockholms stadsteater                                 |
| 1976 | Wendla Bergmann         | Längtan (Frühlings Erwachen) Frank Wedekind                                         | Jonas Cornell        | Stockholms stadsteater                                 |
| 1976 | Élise                   | Den girige (L'Avare ou l'École du mensonge) Molière                                 | Yves Bureau          | Stockholms stadsteater                                 |
| 1980 | Susanne                 | Fabriksflickorna; makten och härligheten Suzanne Osten och Margareta Garpe          | Suzanne Osten        | Riksteatern (samproduktion med Stockholms stadsteater) |
| 1983 | Beatrice-Joanna         | De förbytta (The Changeling) Thomas Middleton/William Rowley                        | Jonas Cornell        | Stockholms stadsteater                                 |
| 1989 | Modern                  | Sex roller söker en författare (Sei personaggi in cerca d'autore) Luigi Pirandello  | Johan Bergenstråhle  | Stockholms stadsteater                                 |
| 1991 | Laura Belinder          | Gröna hissen (Fair and Warmer) Avery Hopwood                                        | Hans Bergström       | Vasateatern                                            |
| 1993 | Slösa                   | Spara och Slösa Gunnar Ohrlander och Lena Persson                                   | Axelle Axell         | Stockholms stadsteater                                 |

### Regi
| År   | Produktion                          | Upphovsmän | Teater                 |
| ---- | ----------------------------------- | --- | ---------------------- |
| 1977 | 70-kortsrevyn                       | Bodil Malmsten, Carl Zetterström (Calle Z) m.fl. | Stockholms stadsteater |
| 1988 | Ensamma hjärtan Crimes of the Heart | Beth Henley | Stockholms stadsteater |
| 1994 | Leka med elden                      | August Strindberg | Stockholms Stadsteater |
| 1994 | Alla tiders kvinnor                 | Kent Andersson, Aristofanes, Margaret Atwood, Iwa Boman, Bertolt Brecht, Euripides, Lars Forssell, John Gay, Ludovic Halevy, Carl von Linné, Federico Garcia Lorca, Henri Meinat, Milena Milani, Molière, Sven Hugo Persson, Tadeusz Ròzewicz, August Strindberg, Lena Söderblom, Anton Tjechov | Stockholms Stadsteater |
| 1996 | Rika barn leka bäst                 | Carin Mannheimer | Stockholms stadsteater |
| 1998 | Två solröda segel                   | Anders Elghorn | Stockholms stadsteater |
| 1999 | Andras pengar Other People's Money  | Jerry Sterner Översättning Johan Bargum | Stockholms stadsteater |

## Radioteater

### Roller (ej komplett)
| År   | Roll             | Produktion                              | Regi            |
| ---- | ---------------- | --------------------------------------- | --------------- |
| 1960 | Fanny            | Han som sålde sin fru David Tutaev      | Staffan Aspelin |
| 1968 | Hembiträdet Mary | Den skalliga primadonnan Eugène Ionesco | Ernst Günther   |

### Fotnoter
1. ↑  Sveriges befolkning 1980, CD-ROM, Version 1.02, Sveriges Släktforskarförbund (2004).
2. ↑  Sveriges befolkning 1990, CD-ROM, Version 1.00, Riksarkivet (2011).
3. 1 2  Sveriges befolkning 1970, CD-ROM, Version 1.04, Sveriges Släktforskarförbund (2002).
4. 1 2 3 4  ”Lena Söderblom”. Svensk Filmdatabas. http://www.sfi.se/sv/svensk-filmdatabas/Item/?type=PERSON&itemid=64864&ref=%2ftemplates%2fSwedishFilmSearchResult.aspx%3fid%3d1225%26epslanguage%3dsv%26searchword%3dlena+s%C3%B6derblom%26type%3dPerson%26match%3dBegin%26page%3d1%26prom%3dFalse. Läst 23 juli 2012.
5. 1 2  Ingen går upp mot morfar Arkiverad 15 mars 2013 hämtat från the Wayback Machine. Hemmets Journal 13 juli 2012. Åtkomst 8 juli 2013.
6. ↑  ”Sju teaterelever i Göteborg”. Dagens Nyheter:  s. 12. 31 augusti 1954. https://arkivet.dn.se/tidning/1954-08-31/235/12. Läst 26 december 2021.
7. ↑  SÖDERBLOM-TJERNBERG, MAGDALENA (LENA) E, skådespelerska, Sthlm i Vem är Vem? / Stor-Stockholm 1962 / s 1266.
8. ↑  ”Kärleksdrycken, 1953 :: föreställning”. Carlotta. http://samlingar.goteborgsstadsmuseum.se/carlotta/web/object/1022311. Läst 18 juli 2019.
9. ↑  ”Tiger-Harry, 1953 :: föreställning”. Carlotta. http://samlingar.goteborgsstadsmuseum.se/carlotta/web/object/1022312. Läst 18 juli 2019.
10. ↑  ”Sex i elden, 1954 :: föreställning”. Carlotta. http://samlingar.goteborgsstadsmuseum.se/carlotta/web/object/1022313. Läst 18 juli 2019.
11. ↑  ”Apollo från Bellac, 1954 :: föreställning”. Carlotta. http://samlingar.goteborgsstadsmuseum.se/carlotta/web/object/681570. Läst 18 juli 2019.
12. ↑  ”Tidningsnotis”. Dagens Nyheter:  s. 15. 9 juni 1955. https://arkivet.dn.se/tidning/1955-06-09/11161-153/15. Läst 15 juli 2025.
13. ↑  Sven Barthel (10 juni 1955). ”Club 13:s nöjesfält”. Dagens Nyheter:  s. 14. https://arkivet.dn.se/tidning/1955-06-10/11161-154/14. Läst 15 juli 2025.
14. ↑  ”Tidningsnotis”. Dagens Nyheter:  s. 10. 3 januari 1958. https://arkivet.dn.se/tidning/1958-01-03/2/10. Läst 9 juni 2018.
15. ↑  Ebbe Linde (24 augusti 1958). ”'Turturduvans röst' i Göteborg”. Dagens Nyheter:  s. 24. https://arkivet.dn.se/tidning/1958-08-24/228/24. Läst 8 juni 2018.
16. ↑  S-m (2 maj 1959). ”Älskvärd romans på Folkteatern”. Dagens Nyheter:  s. 17. https://arkivet.dn.se/tidning/1959-05-02/117/17. Läst 9 juni 2018.
17. ↑  ”Tokan”. Musik- och Teaterbiblioteket. https://calmview.musikverk.se/CalmView/Record.aspx?src=CalmView.Performance&id=PERF14391&pos=46. Läst 18 juli 2025.
18. ↑  Sven Barthel (25 februari 1961). ”'Tokan' på Lilla Teatern”. Dagens Nyheter:  s. 12. http://arkivet.dn.se/arkivet/tidning/1961-02-25/54/12. Läst 22 augusti 2015.
19. ↑  Folke Hähnel (7 december 1961). ”Värdshuset Vita Hästen åter öppnat på Oscars”. Dagens Nyheter:  s. 16. http://arkivet.dn.se/arkivet/tidning/1961-12-07/332/16. Läst 22 augusti 2015.
20. ↑  ”Mitt bedårande jag”. Musikverket. http://calmview.musikverk.se/CalmView/Record.aspx?src=CalmView.Performance&id=PERF14081&pos=486. Läst 6 maj 2016.
21. ↑  ”Match”. Musik- och Teaterbiblioteket. https://calmview.musikverk.se/CalmView/Record.aspx?src=CalmView.Performance&id=PERF14477&pos=56. Läst 20 juli 2025.
22. ↑  Sven Barthel (31 december 1964). ”Han, hon och fotbollen”. Dagens Nyheter:  s. 11. https://arkivet.dn.se/tidning/1964-12-31/11166-355/11. Läst 19 juli 2025.
23. ↑  Marcus Boldemann (19 januari 1991). ”Vanlig underklädserotik - men utan rätta stilen”. Dagens Nyheter. https://arkivet.dn.se/tidning/1991-01-19/18/20. Läst 7 december 2020.
24. ↑  ”Radioprogrammet”. Dagens Nyheter:  s. 47. 29 september 1960. http://arkivet.dn.se/arkivet/tidning/1960-09-29/265/47. Läst 18 mars 2016.
25. ↑  ”Den skalliga primadonnan”. Sveriges Radio. http://sverigesradio.se/sida/avsnitt/647898?programid=4453. Läst 12 maj 2017.